# Adelaida O'Dena de Estrada
Adelaida O'Dena de Estrada (Madrid, ca. 1823-1853), que firmaba como Adelaida O-Dena, fue una pintora española.

## Biografía
Formó parte de una generación de pintoras burguesas, que comenzaron copiando cuadros de pintores consagrados. Desde 1844 consta como «copiadora» del Museo de Prado, donde firmó muchas copias, con frecuencia junto con su hermano Elías.
En 1844 fue protagonista de un incidente a raíz de la publicación en varios diarios de su participación en la sección de pintura de la Revista Semanal, lo que provocó que su padre publicase en la Gaceta de Madrid que la redactora no era su hija, probablemente al considerar el trabajo impropio para ella.
Fue miembro del Liceo Artístico y Literario de Madrid, al que pertenecieron también su padre y su esposo. Participó en las exposiciones públicas de esta entidad, celebradas entre 1846 y 1849, así como las celebradas anteriormente por la Real Academia de Bellas Artes de San Fernando. En 1846 presentó Eliezer y Rebeca y una Concepción, pero también en otros certámenes presentó numerosos retratos, jarrones de flores y las copias de cuadros del Museo del Prado. Fue autora también de varios trabajos literarios aparecidos en diversas publicaciones.José Zorrilla o María Mendoza de Vives le dedicaron composiciones poéticas.

## Vida privada
Hija de Antonio O'Dena, coronel de infantería y archivero general del ministerio de la Guerra. Se casó con el empresario catalán Víctor de Compte Ferran.